# Ла-Форс (Од)
Ла-Форс (фр. La Force) — коммуна во Франции, находится в регионе Лангедок — Руссильон. Департамент коммуны — Од. Входит в состав кантона Фанжо. Округ коммуны — Каркасон.
Код INSEE коммуны — 11153.

## Население
Население коммуны на 2008 год составляло 186 человек.
| 1962 | 1968 | 1975 | 1982 | 1990 | 1999 | 2008 |
| ---- | ---- | ---- | ---- | ---- | ---- | ---- |
| 143  | 154  | 128  | 129  | 140  | 187  | 186  |

## Экономика
В 2007 году среди 114 человек в трудоспособном возрасте (15—64 лет) 85 были экономически активными, 29 — неактивными (показатель активности — 74,6 %, в 1999 году было 58,1 %). Из 85 активных работали 75 человек (39 мужчин и 36 женщин), безработных было 10 (4 мужчины и 6 женщин). Среди 29 неактивных 13 человек были учениками или студентами, 6 — пенсионерами, 10 были неактивными по другим причинам.